# Totem (2011)
Totem ist ein deutsches Filmdrama aus dem Jahr 2011, das zum Autorenfilm gezählt wird. Der Film wurde von Jessica Krummacher inszeniert und von Arepo Media, der Münchner Filmwerkstatt, kLAPPbOXfILME und Lieblingsfilm (ehemals schlicht und ergreifend Filmproduktion) in Zusammenarbeit mit der Hochschule für Fernsehen und Film München produziert. In den Hauptrollen spielen Marina Frenk und Natja Brunckhorst.

## Handlung
In einem dicht besiedelten Stadtteil des Ruhrgebiets, in einem ordentlichen Reihenhaus, beginnt Fiona, eine junge Dame, ihren neuen Job als Haushälterin bei der Familie Bauer. Ihr wird rasch klargemacht, welche Hausordnung hier herrscht und welche Unterstützung sie im täglichen Leben leisten soll.
Fiona tritt in eine Phase des Kennenlernens und der neuen Erfahrungen ein. Der kleine Jürgen, noch im zarten Alter, ist lebhaft und sucht nach Spielgefährten. Er benötigt Begleitung zum Schwimmkurs, da er sonst den Weg verlieren könnte. Nicole, die noch nicht volljährig ist, ist bereits in einer Beziehung. Ihr Freund Ulli ist doppelt so alt wie sie. Der Familienvater Wolfgang ist meist auf Reisen und nur selten zu Hause anzutreffen, während Mutter Claudia mit den Nerven am Ende zu sein scheint und kaum das Haus verlässt. Mit Fionas Ankunft erhofft sich die Familie eine positive Veränderung.
Tag für Tag wird Fiona aufwachen, um den Tag vorzubereiten, ohne sich zu hinterfragen, ob es überhaupt lohnenswert ist, den neuen Tag zu starten. Sie wird die Unordnung beseitigen, die sich über die Zeit angesammelt hat, ohne das Warum zu hinterfragen. Denn genau dafür ist Fiona engagiert worden – um Tätigkeiten auszuführen, ohne zu hinterfragen. Und genau deswegen ist sie auch dort.
Im Haus der Bauers herrscht eine beunruhigende Atmosphäre, ein Gefühl der Isolation liegt in der Luft. Kommunikation findet kaum statt und selbst Versuche, eine gemütliche Stimmung zu erzeugen, enden oft in Anspannung. Lediglich eine ältere Nachbarin zeigt Besorgnis um das Wohl der jungen Fiona, doch auch sie kann nicht verhindern, dass Fiona ihrem scheinbar unvermeidlichen Schicksal entgegenblickt. Obwohl es zunächst so erscheint, bleibt das tatsächliche Schicksal Fionas bis zum Schluss offen und ungewiss.

## Hintergrund
Totem ist der Abschlussfilm von Jessica Krummacher an der Hochschule für Fernsehen und Film München. Die Dreharbeiten fanden vom 13. August bis zum 12. September 2009 in Bochum statt.
Die mit Barmitteln von unter 30.000 € als sogenannter Low-Budget-Film hergestellte Produktion feierte am 8. September 2011 ihre Weltpremiere als einziger deutscher Film des gesamten Festivals 2011 im Rahmen der Internationalen Filmfestspiele von Venedig in der Sektion 26. Settimana Internazionale della Critica. Es folgten Festivalteilnahmen unter anderem im spanischen Gijón, bei der Viennale und beim International Film Festival Rotterdam. Die deutsche Erstaufführung fand im Januar 2012 im Wettbewerb des Filmfestivals Max-Ophüls-Preis in Saarbrücken statt. Die deutsche Kinopremiere fand am 18. April 2012 in der Volksbühne Berlin statt, im Anschluss daran brachte Frieder Schlaichs Filmgalerie 451 den Film bundesweit in die Kinos.

## Kritiken
„Ja, auch in Deutschland werden noch verstörende kleine Filme ohne Förderung gedreht. Jessica Krummacher inszeniert mit ihrem Abschlussfilm einen kleinbürgerlichen Albtraum.“